# Srednja Meminska
Srednja Meminska falu Horvátországban, a Sziszek-Monoszló megyében. Közigazgatásilag Majurhoz tartozik.

## Fekvése
Sziszek városától légvonalban 28, közúton 43 km-re délkeletre, községközpontjától légvonalban 6, közúton 9 km-re északkeletre, a Mračaj-patak mentén fekszik.

## Története
A római korban Meminska határában haladt át a Sisciát Servitiummal összekötő kereskedelmi és hadiút. Ez az út még a kora középkorban is használatban lehetett, ezt látszik igazolni a Majur területén előkerült bizánci pénzérme.
Meminska a 18. század második felében keletkezett, ekkor még csak néhány ház állt itt. 1774-ben „Maminski dorf” néven említik először. az első katonai felmérés térképén „Dorf Meminszki” néven szerepel.
Lipszky János 1808-ban Budán kiadott repertóriumában „Meminszka” néven szerepel.  Nagy Lajos 1829-ben kiadott művében „Meminszka” néven 42 házzal és 213 lakossal találjuk. A katonai határőrvidék kialakítása után a Petrinya központú második báni ezredhez tartozott. A katonai közigazgatás megszüntetése után Zágráb vármegye részeként a Petrinyai járás része volt. A Mračaj-patakon egykor malmok egész sora működött.
1857-ben 248, 1910-ben 478 lakosa volt. 1918-ban az új szerb-horvát-szlovén állam, majd később Jugoszlávia része lett. Különösen nehéz időszakot élt át a térség lakossága a második világháború alatt. 1941-ben a németbarát Független Horvát Állam része lett. A délszláv háború előtt teljes lakossága szerb nemzetiségű volt. 1991. június 25-én a független Horvátország része lett. A délszláv háború idején 1991-ben lakossága csatlakozott a JNA erőihez és a szerb szabadcsapatokhoz. A Krajinai Szerb Köztársasághoz tartozott. 1995. augusztus 6-án a Vihar hadművelettel foglalta vissza a horvát hadsereg. A lakosság nagy része elmenekült. A településnek 2011-ben 58 lakosa volt.

## Népesség
| Lakosság változása | Lakosság változása | Lakosság változása | Lakosság változása | Lakosság változása | Lakosság változása | Lakosság változása | Lakosság változása | Lakosság változása | Lakosság változása | Lakosság változása | Lakosság változása | Lakosság változása | Lakosság változása | Lakosság változása | Lakosság változása |
| ------------------ | ------------------ | ------------------ | ------------------ | ------------------ | ------------------ | ------------------ | ------------------ | ------------------ | ------------------ | ------------------ | ------------------ | ------------------ | ------------------ | ------------------ | ------------------ |
| 1857               | 1869               | 1880               | 1890               | 1900               | 1910               | 1921               | 1931               | 1948               | 1953               | 1961               | 1971               | 1981               | 1991               | 2001               | 2011               |
| 248                | 307                | 331                | 404                | 431                | 478                | 481                | 479                | 322                | 298                | 305                | 280                | 227                | 169                | 55                 | 58                 |

## Nevezetességei
Meminska Szent Miklós tiszteletére szentelt pravoszláv parochiális temploma a szomszédos Gornja Meminskán áll. A 19. század elején a francia megszállás rövid időszakában épült. Az egyház sematizmusa szerint 1810-ben építették. Egyhajós épült meghosszabbított apszissal, a homlokzat előtt négyszögletes harangtoronnyal. A hagyomány úgy tartja, hogy a templomot úgy építették, hogy az a plaški ortodox püspöki székesegyház felé nézzen. Az oldalbejárathoz 1848-ban egy késő klasszicista oszlopos előcsarnokot építettek. A II. világháború idején 1944-ben ikonosztázát az usztasák lerombolták, a templomot viszont épen hagyták, mivel katolikus templommá alakították át. A templom átvészelve a délszláv háború időszakát ma is jó állapotban áll.